# Marsa FC
Marsa Football Club (Marsa F.C.) – maltański klub piłkarski zlokalizowany w maltańskim local council Marsa.

## Historia

### Chronologia nazw
- 1920: Marsa United
- lata 30. XX wieku: Marsa Football Club (FC)

## Osiągnięcia
- Wicemistrzostwo Malty: 1920/21, 1970/71
- W lidze[1][2]: 1919/20, 1927/28, 1934/35, 1956/57, 1958/59-1960/61, 1970/71-1975/76, 1977/78-1980/81, 1984/85, 2001/02-2002/03, 2006/07.

## Europejskie puchary
Legenda do wszystkich tabel:
- Q – runda eliminacyjna, 1/16, 1/8, 1/4, 1/2 – odpowiednia faza rozgrywek, Grupa – runda grupowa, 1r gr – pierwsza runda grupowa, 2r gr – druga runda grupowa, F – finał, R – runda, PO – play-off
- k. – rzuty karne, los. – losowanie, Dogr. – dogrywka, w. – zasada bramek strzelonych na wyjeździe

| Sezon   | Rozgrywki   | Runda | Klub          | Dom | Wyjazd | Ogólnie |
| ------- | ----------- | ----- | ------------- | --- | ------ | ------- |
| 1971/72 | Puchar UEFA | 1R    | Juventus F.C. | 0–6 | 0–5    | 0–11    |